# Округ Милер (Мисури)
Округ Милер (енгл. Miller County) је округ у америчкој савезној држави Мисури.

## Демографија
По попису из 2010. године број становника је 24.748, што је 1.184 (5,0%) становника више него 2000. године.
| Група             | 2000.          | 2010.          |
| Белци             | 22.934 (97,3%) | 23.762 (96,0%) |
| Афроамериканци    | 65 (0,3%)      | 99 (0,4%)      |
| Азијати           | 30 (0,1%)      | 70 (0,3%)      |
| Хиспаноамериканци | 231 (1,0%)     | 343 (1,4%)     |
| Укупно            | 23.564         | 24.748         |